# Psilotreta papaceki
Psilotreta papaceki là một loài Trichoptera trong họ Odontoceridae. Chúng phân bố ở miền Ấn Độ - Mã Lai.